# Tom Eagles
Tom Eagles (* 20. Jahrhundert) ist ein neuseeländischer Filmeditor.

## Leben
Eagles begann seine Laufbahn als Editor mit dem Schnitt von Trailern und Werbefilme. Ende der 2000er Jahre wandte er sich zudem der Arbeit bei Film und Fernsehen zu. Er kooperiert häufig mit Regisseur Taika Waititi. Eagles’ erster Kinofilm war der von Waititi inszenierte 5 Zimmer Küche Sarg (2014). Seine Arbeit an Jojo Rabbit brachte Eagles 2020 die Nominierung für den British Academy Film Award  sowie für den Oscar in der Kategorie Bester Schnitt. Außerdem zeichneten ihn die American Cinema Editors mit dem Eddie-Award aus.

## Filmografie (Auswahl)
- 2010–2013: Spartacus (Fernsehserie)
- 2014: 5 Zimmer Küche Sarg (What We Do in the Shadows)
- 2015–2016: Ash vs Evil Dead (Fernsehserie)
- 2015: Atomic Falafel
- 2016: Wo die wilden Menschen jagen (Hunt for the Wilderpeople)
- 2018: Trennung auf Bestellung (The Breaker Upperers)
- 2019: Jojo Rabbit
- 2020: Shadow in the Cloud
- 2021: The Harder They Fall
- 2023: Next Goal Wins
- 2023: The Book of Clarence